# Solange Rosenmark
Solange Rosenmark, née Autard de Bragard le 12 novembre 1887 à Port-Louis, sur l'île Maurice et morte à Levallois-Perret le 17 août 1963, est une poétesse britannique francophone du XXe siècle.

## Biographie
Lucia Joséphine Solange Autard de Bragard, née le 12 novembre 1887 à Port-Louis, est la fille Charles Autard de Bragard et de Marie Louise Brouesse de Laborde. Nièce de Ferdinand de Lesseps, elle est la petite-nièce de Mme Autard de Bragard, hôtesse de Charles Baudelaire lors de son séjour sur l'Ile Maurice. Celle qui, rapporte-t-elle dans La Dame créole, lui aurait inspiré le sonnet A une dame créole dans Les Fleurs du mal.
Elle épouse le peintre Raphael Schwartz (1874-1942) le 15 décembre 1908 à la mairie du 18e arrondissement de Paris, dont elle divorce le 11 janvier 1918. Elle se remarie avec Hermann Rosenmark dit Raymond (1885-1950), avocat, le 5 juin 1918 à la mairie du 16e arrondissement de Paris.
Elle publie des recueils de poésies, des romans et tient la rubrique Carnet d'une parisienne dans le Journal des débats dans les années trente. Très belle, le sculpteur Aristide Rousaud réalise son buste en 1923. En parallèle, elle est présidente du Comité visant à répandre l'œuvre de Maurice du Plessys,. Elle donne également des conférences sur l'exotisme dans l'art.
Elle est décorée de la Légion d'honneur le 3 mars 1936 par Saint-Georges de Bouhélier.
Deux de ses ouvrages sont publiés par l'éditeur Robert Denoël, en 1936 et 1938. Après l'assassinat de celui-ci en 1945, le second époux de Solange, l'avocat Hermann Rosenmark, représente les intérêts de Jeanne Loviton dans ses procès civils.
Solange Rosenmark meurt à Levallois-Perret le 17 août 1963.

## Œuvres principales
- Le Voyage de Baudelaire à l'Ile Maurice, Revue de France, 15 décembre 1921
- La Dame créole, 1923[13]
- Amour, cher menteur, poèmes, 1931
- L'homme à la patte d'oie, roman, 1930
- Chacun son amour, roman, 1930
- Poésies de la Bachelette Solange de Bragard, poèmes, 1938
- Le Vent se lève, poèmes, 1955[14]
- Le Chant de la paix, roman, 1962

## Distinctions
- Chevalier de la Légion d'honneur, décret de janvier 1936[15]